# لوغان بولوبو
لوغان بولوبو (بالإنجليزية: Logan Bolopue)‏ مواليد 19 نوفمبر 1994 في بنسيلفانيا، الولايات المتحدة، هو متسابق دراجات نارية أمريكي.